# Gran Premi Beiras i Serra da Estrela
El Gran Premi Beiras i Serra da Estrela és una competició ciclista per etapes portuguesa que passa per les regions de Cova da Beira i Serra da Estrela. Creada el 2016, amb el nom de Volta Internacional Cova da Beira, la cursa forma part de l'UCI Europa Tour amb una categoria 2.1.

## Palmarès
| Any  | Vencedor                  | Segon                          | Tercer              |
| ---- | ------------------------- | ------------------------------ | ------------------- |
| 2016 | Joni Brandão              | Sergio Pardilla Bellón         | Edgar Pinto         |
| 2017 | Jesús del Pino Corrochano | Aleksandr Ievtuixenko          | Beñat Txoperena     |
| 2018 | Dmitri Strakhov           | César Fonte                    | Joni Brandão        |
| 2019 | Edwin Ávila Vanegas       | Vicente García de Mateos Rubio | Joni Brandão        |
| 2023 | Artiom Nitx               | Abel Balderstone Roumens       | Pelayo Sánchez Mayo |
| 2024 | Artiom Nitx               | Alex Molenaar                  | Mauricio Moreira    |
| 2025 |                           |                                |                     |